# Sciophila fusca
Sciophila fusca är en tvåvingeart som beskrevs av Garrett 1925. Sciophila fusca ingår i släktet Sciophila och familjen svampmyggor. Inga underarter finns listade i Catalogue of Life.